# Józef Alojzy Reitzenheim
Józef Alojzy Reitzenheim (ur. 1809 w Krakowie, zm. 25 grudnia 1883 we Lwowie) – pamiętnikarz i publicysta, powstaniec listopadowy i styczniowy, Polak z wyboru.

## Życiorys
Urodził się w rodzinie wysokiego austriackiego urzędnika z Krakowa. W rodzinnym domu – wychowywany w duchu wrogości do Polski, w otaczającym środowisku – w duchu polskiego patriotyzmu. Mimo początkowych trudności związanych z dostaniem się ze Lwowa (gdzie od dłuższego czasu mieszkał) do Warszawy, a następnie wypracowaniem (jako syn austriackiego urzędnika) odpowiedniego zaufania u swoich nowych towarzyszy broni wziął udział w powstaniu listopadowym walcząc w 5 Pułku Ułanów Imienia Zamojskich. Pierwszą bitwę stoczył w jednym z najkrwawszych miejsc powstania listopadowego – w bitwie pod Grochowem, następnie do zakończenia powstania walczył we wszystkich bitwach i potyczkach swojego Pułku m.in.: w bitwach pod Ostrołęką, Mińskiem Mazowieckim, Międzyrzecem Podlaskim. Został odznaczony za bohaterstwo złotym krzyżem wojskowym. Po powstaniu wyemigrował do Francji.
W Paryżu udzielał się społecznie i patriotycznie. Był współzałożycielem Biblioteki Polskiej w Paryżu, prawdopodobnie członkiem Towarzystwa Historyczno-Literackiego w Paryżu.
Był serdecznym przyjacielem Juliusza Słowackiego. Uczestnikiem Wiosny Ludów na ziemiach polskich.
Po powrocie do Paryża, inicjując nie wcielone założenia zmarłego w 1855 Leona Stempowskiego, rozpoczął wieloletnie stawianie kwatery dla wybitnych polskich emigrantów na paryskim cmentarzu Montmartre. Dzięki wysiłkom Reitzenheima wiele prochów znanych ówczesnych polskich postaci życia emigracyjnego nie uległo z czasem rozproszeniu i zapomnieniu, powstało z jego inicjatywy wiele pomników przyozdobionych różnego rodzaju polskimi patriotycznymi symbolami i wykutymi polskimi nazwiskami.
Po raz kolejny wrócił do Polski na wieść o wybuchu powstania styczniowego. W stopniu kapitana sztabu (mianowany przez generała Józefa Wysockiego) walczył na Wołyniu.
Ostatnie lata życia spędził we Lwowie, zmarł po krótkiej ciężkiej chorobie 25 grudnia 1883 roku. Został pochowany dwa dni później na Cmentarzu Łyczakowskim w kwaterze powstańców listopadowych, zwanej kwaterą "Żelaznej Kompanii".
W 1862 roku Reitzenheim wydał w Paryżu biografię Słowackiego w dwóch wersjach językowych: polskiej i francuskiej, o tytule "Monumenta polskie w Paryżu". Natomiast na podstawie jego notatek spisywanych podczas powstania listopadowego ukazała się w 1878 we Lwowie monografia zatytułowana "Udział piątego pułku ułanów wojsk polskich podczas kampanii roku 1831".
W 1886 roku społeczeństwo polskie ufundowało Reitzenheimowi tablicę pamiątkową, wmurowaną tego roku w kościele Dominikanów we Lwowie. Napisano na niej:
```
 Pamięci Józefa Reitzenheima
* 1807 w Krakowie + 25. grudnia 1883 we Lwowie
 porucznika wojsk polskich z r. 1831 ozdobionego
 krzyżem „virtuti militari"
 opiekuna grobów polskich na wychodźtwie w Paryżu
 kamień ten położyli rodacy
 1886.
```

Tablicę wykonano w pracowni Leona Schimsera.